# Барон Крук
Барон Крук из Каршолтона в графстве Суррей — наследственный титул в системе Пэрства Соединённого королевства. Он был создан 3 июля 1947 года для Реджинальда Крука (1901—1989). Он занимал должность председателя Национального совета трудовых доков (1951—1965). По состоянию на 2024 год носителем титула являлся его внук, Роберт Дуглас Эдвин Крук, 3-й барон Крук (род. 1955), который сменил своего отца в 2001 году.

## Бароны Крук (1947)
- 1947—1989: Реджинальд Дуглас Крук, 1-й барон Крук (2 марта 1901 — 10 марта 1989), сын Перси Эдвина Крука (1876—1920)[1];
- 1989—2001: Дуглас Эдвин Крук, 2-й барон Крук (19 ноября 1926 — 18 июня 2001), единственный сын предыдущего[2];
- 2001 — настоящее время: Роберт Дуглас Эдвин Крук, 3-й барон Крук (род. 19 мая 1955), единственный сын предыдущего[3];
  - Наследник титула: достопочтенный Мэтью Роберт Крук (род. 28 мая 1990), старший сын предыдущего[4];
    - Наследник наследника: достопочтенный Джеймс Николас Крук (род. 16 июня 1992), младший брат предыдущего[5].